# Forest River
Forest River è un centro abitato (city) degli Stati Uniti d'America, situato nella Contea di Walsh, nello Stato del Dakota del Nord. Nel censimento del 2000 la popolazione era di 154 abitanti. La città è stata fondata nel 1887.

## Geografia fisica
Secondo i rilevamenti dell'United States Census Bureau, la località di Forest River si estende su una superficie di 1,30 km², tutti occupati da terre.

## Popolazione
Secondo il censimento del 2000, a Forest River vivevano 154 persone, ed erano presenti 42 gruppi familiari. La densità di popolazione era di 118 ab./km². Nel territorio comunale si trovavano 68 unità edificate. Per quanto riguarda la composizione etnica degli abitanti, il 99,35% era bianco e lo 0,65% apparteneva a due o più razze. La popolazione di ogni razza ispanica corrispondeva all'11,69% degli abitanti.
Per quanto riguarda la suddivisione della popolazione in fasce d'età, il 31,2% era al di sotto dei 18, il 6,5% fra i 18 e i 24, il 24,7% fra i 25 e i 44, il 23,4% fra i 45 e i 64, mentre infine il 14,3% era al di sopra dei 65 anni di età. L'età media della popolazione era di 35 anni. Per ogni 100 donne residenti vivevano 81,2 maschi.